# Drachten Zuid
Drachten Zuid is een toekomstige woonwijk aan de zuidkant van Drachten, Drachten zuid is een tijdelijke benaming, daar deze wijk nog in ontwikkeling is. Er wordt momenteel al gesproken over de naam de Forten.
De wijk wordt begrensd door autosnelweg A7 aan de noordkant, de bossen van Beetsterzwaag aan de zuidkant, industrieterrein A7 zuid aan de oostkant en de Himsterfinnen aan de westkant.
Hier moeten tot 2030 zo'n 3000-4000 woningen compleet met winkelcentrum en scholen verrijzen.